# David Prowse
David Charles Prowse (Bristol, 1 de julio de 1935-Londres, 28 de noviembre de 2020) fue un fisicoculturista, levantador de pesas y actor británico, conocido particularmente por su interpretación física del personaje Darth Vader en la saga de películas de Star Wars (con la voz del personaje interpretada por James Earl Jones), filmada entre 1976 y 1982. En 2015, protagonizó un documental titulado I Am Your Father («Soy tu padre») sobre su experiencia durante el rodaje de Star Wars. Antes de su papel como Vader, Prowse se hizo famoso en el Reino Unido por formar parte de la campaña publicitaria llamada Green Cross Code de educación vial a los peatones. Como agradecimiento por su aportación altruista y a la seguridad vial, fue honrado por la reina Isabel II como Miembro de la Orden del Imperio Británico.

## Darth Vader
Fue elegido para este papel por su constitución física (2,01 metros de altura y 118 kg de peso), pero George Lucas decidió prescindir de su voz, grabando la del actor James Earl Jones por encima de la de Prowse. Según declaró más tarde el propio Prowse, no supo de esta sustitución hasta la misma sesión de estreno de la película.
Lucas declaró que quería para el personaje de Vader una voz "más oscura" que Prowse no era capaz de proporcionarle y que nunca tuvo intención de usar la voz original de Prowse. En una entrevista filmada en 2004, Carrie Fisher, la actriz que interpretó a la Princesa Leia en la misma saga, declaró que en el rodaje apodaban a Prowse "Darth Farmer" (un juego de palabras en el que se incluía el término "granjero") debido a su poco intimidante acento del oeste de Inglaterra.
En las escenas finales de lucha con sable de luz entre Vader y Luke Skywalker (Mark Hamill) en El retorno del Jedi (1983) Prowse, que no era un espadachín muy hábil (seguía rompiendo las varillas que se interponían en los sables de luz), fue sustituido en el combate por el coreógrafo de la escena, doble de acción y entrenador de esgrima Bob Anderson.
De igual modo, Prowse fue reemplazado  por el actor británico Sebastian Shaw como el personaje detrás de la máscara en dicha película, aunque Shaw sólo participó por unos breves minutos con su propia voz.
Una escena inconsistente en la edición remasterizada en 2004, ocurre cuando se sustituye a Shaw por un joven  Anakin Skywalker como un fantasma de la Fuerza sin el traje negro habitual de la primera trilogía (papel asumido por Hayden Christensen en la saga más reciente), únicamente para dar continuidad a la historia. 
De tal forma, no aparecen la voz ni el rostro de Prowse en ninguna de las tres películas que protagonizó.
Por ello, en 2015, en el documental "I am your father" se supone que se grabó la escena final de la muerte de Darth Vader interpretada por David Prowse aunque esta escena no fue nunca emitida porque Lucasfilm no dio su permiso. David murió sin ver que esa escena en la que él era el hombre tras la máscara de Darth Vader, saliera a la luz.

## Otros papeles
En el Reino Unido, Prowse ya era un hombre conocido anteriormente por su papel en la campaña educativa "El Hombre Verde", que enseñaba a los niños a cruzar la calle con seguridad, y que se mantuvo activa desde 1971 hasta 1990. David Prowse recibió la Orden del Imperio Británico en el año 2000 como recompensa por su esfuerzo cívico.
También tuvo un papel como guardaespaldas en La Naranja Mecánica (1971). Encarnó al Monstruo de Frankenstein en tres ocasiones: Casino Royale (1967), The Horror of Frankenstein (1970) y Frankenstein and the Monster from Hell (1974).
En 2015 Toni Bestard y Marcos Cabotà estrenan el documental "I Am Your Father" donde explican el porqué de la eliminación de David Prowse en los créditos de la mítica saga Star Wars, en forma de merecido homenaje a la desconocida cara del intérprete de Darth Vader.

## Otras actividades
David Prowse entrenó a Christopher Reeve para su papel en la primera película de Superman: The Movie (1978). Fue muchas veces campeón de halterofilia en Gran Bretaña, y representó a su país en los Juegos de la Mancomunidad de 1962 (en aquella época llamados del Imperio británico y de la Commonwealth), celebrados en Perth, Australia.
Participó en algún sketch del show de Benny Hill hacia 1969. 
Es dueño de un gimnasio en Londres.
Desde su participación en la saga Star Wars, David Prowse se ha apartado del mundo del cine y se ha concentrado en su gimnasio, aparte de realizar obras benéficas para niños y enfermos de cáncer.

## Problemas de salud
Prowse sufrió de artritis la mayor parte de su vida. Los primeros síntomas se manifestaron cuando tenía trece años, aunque parecieron desaparecer mientras se dedicó a la halterofilia profesional. Sin embargo, en 1990 volvieron a aparecer, llevándole a sufrir varias intervenciones quirúrgicas.
En 2001, su brazo izquierdo quedó paralizado y poco después también su brazo derecho. A partir de ese momento, colaboró con distintas organizaciones de enfermos de artritis en el Reino Unido.
En marzo de 2009 reveló a los medios londinenses que padecía un cáncer prostático.

## Fallecimiento
Falleció en un hospital de Londres, el 28 de noviembre de 2020, a los 85 años, después de una breve enfermedad no especificada.

## Filmografía parcial
| Año  | Título                                 | Personaje                     | Notas         |
| ---- | -------------------------------------- | ----------------------------- | ------------- |
| 1967 | Casino Royale                          | Frankenstein's Creature       | Sin acreditar |
| 1968 | Hammerhead                             | George                        |               |
| 1970 | The Horror of Frankenstein             | The Monster                   |               |
| 1971 | Up Pompeii                             | Muscular Man                  | Sin acreditar |
| 1971 | Up the Chastity Belt                   | Sir Grumbel                   |               |
| 1971 | Carry On Henry                         | Bearded torturer              |               |
| 1971 | A Clockwork Orange                     | Julian                        |               |
| 1972 | Vampire Circus                         | Strong man                    |               |
| 1973 | Black Snake                            | Jonathan Walker               |               |
| 1973 | White Cargo                            | Harry                         |               |
| 1974 | Frankenstein and the Monster from Hell | Monster                       |               |
| 1974 | Callan                                 | Arthur                        |               |
| 1977 | Star Wars                              | Darth Vader                   |               |
| 1977 | Jabberwocky                            | Red Herring and Black Knights |               |
| 1977 | The People That Time Forgot            | Executioner                   |               |
| 1980 | The Empire Strikes Back                | Darth Vader                   |               |
| 1983 | Return of the Jedi                     | Darth Vader                   |               |
| 2004 | Saving Star Wars                       | Dave Prowse                   |               |
| 2005 | Ravedactyl: Project Evolution          |                               | Cortometraje  |
| 2006 | Perfect Woman                          |                               |               |
| 2010 | The Kindness of Strangers              | Frank Bryan                   |               |
| 2015 | I Am Your Father                       | David Prowse                  | Documental    |